# Abdul Husayn Dastghaib
Abdul Husayn Dastghaib, född 8 december 1913 i Shiraz, Persien, död 11 december 1981, var en islamist och framstående ayatolla i Iran som blev lönnmördad i ett terrorattentat i form av explosion när han var på väg för att hålla en fredagsbön. Han anses därför vara en martyr bland shiamuslimer och Folkets mujahedin anses ligga bakom mordet på honom. Han hade blivit utsedd av ayatolla Khomeini att hålla fredagsböner i Shiraz. Han var mujtahid, expert på arabiskt språk, teologi och rättsprinciperna (usul al-fiqh).
Han har skrivit boken Större synder (persiska: گناهان کبیره, translit. Gonahan-e Kabireh).